# Pero cinnamomina
Pero cinnamomina là một loài bướm đêm trong họ Geometridae.